# Nieuport 27
El Nieuport 27 fue avión de caza biplano francés de la Primera Guerra Mundial diseñado por Gustave Delage. El modelo 27 fue el último de la línea de cazas monoplazas con estructura en V del fabricante Société Anonyme des Etablissements Nieuport iniciada con el Nieuport 10 de 1914. Los ejemplares operativos complementaron a los muy similares Nieuport 24 y 24bis a partir de finales de 1917 y muchos también, se utilizarían como entrenadores avanzados.

## Diseño y desarrollo
El diseño del Nieuport 27 siguió de cerca al del Ni 24, compartiendo el mismo fuselaje carenado, alerones redondeados y timón en forma de medio corazón.  Los únicos cambios visibles desde el exterior fueron el reemplazo del patín de cola con resortes de madera tipo Nieuport externo fijo con un tipo de pivote interno, y el del eje único del tren de rodaje que conectaba ambas ruedas, por uno con una bisagra a lo largo del línea central y un cable adicional. En 1918, muchos cazas Nieuport se usaban como entrenadores avanzados, y el motor rotativo Le Rhône 9J b de 130 hp (97 kW) a menudo se reemplazaba por motores de menor potencia, como el Le Rhône 9C de 80 hp nominales.
Los Nieuport 27 operativos en el servicio italiano y francés estaban armados con una ametralladora Vickers cal. 7,7 mm sincronizada montada en el fuselaje, ocasionalmente complementada con una ametralladora Lewis montada en uno de varios soportes. En el servicio británico con el Royal Flying Corps y más tarde, Royal Air Force, se montó una ametralladora Lewis cal. 7,7 mm en un montaje Foster sobre el ala superior.
Nieuport produjo una serie de prototipos contemporáneos basados en el Nieuport 27, incluido uno con un motor lineal Hispano-Suiza V8 de 150 hp (110 kW) que puede haber sido designado Nieuport 26, otro con una ala inferior de mayor envergadura y una tercera con un fuselaje delantero rediseñado con una estructura de cabane más simplificada y una Vickers montada en el larguero de babor delantero. Hacia finales de 1917, la firma Nieuport había llegado a la conclusión de que se hacía necesario un rediseño bastante radical para igualar las prestaciones de los aviones enemigos en el Frente Occidental, lo que motivó el desarrollo del Nieuport 28, con alerones movidos al ala inferior de dos largueros, puntas de ala redondeadas y una estructura de fuselaje simplificada, dándose por concluida la línea iniciada con el Nieuport 17.

## Historial operativo
Aun así, el tipo sirvió con una gran cantidad de unidades de la Aéronautique Militaire, a la espera de la disponibilidad del nuevo SPAD S.XIII. Todos los Nieuport 27 italianos fueron importados de Francia; cerca de 200 ejemplares del Nieuport 27 fueron suministrados a Italia ya que la firma Nieuport-Macchi que estaba produciendo el caza Hanriot HD.1 bajo licencia no contaba con la suficiente capacidad para ello.
El Royal Flying Corps británico obtuvo 71 Nieuport 27 en 1917, complementando o reemplazando a los Nieuport anteriores. Estos se usaron hasta principios de 1918, hasta que el caza Royal Aircraft Factory S.E.5 estuvo disponible en cantidades suficientes, y los ´
últimos ejemplares operativos se usaron en Palestina, mientras que otros lo fueron en funciones secundarias en el Reino Unido para entrenamiento y pruebas.
En 1918, el Servicio Aéreo del Ejército de los Estados Unidos realizó pedidos por 461 Nieuport 27 E.I para su uso como entrenadores de combate avanzados, de los cuales se entregaron 287.
Los japoneses compraron divrsos modelos de aviones Nieuport y de 1921 a 1923 construyeron 102 aviones, cuya producción comenzó en el Depósito de suministros del ejército en Tokorozawa hasta que se hizo cargo la Compañía Aeronáutica Nakajima; fueron designados más tarde como 甲 3 (Ko 3), sin embargo, los japoneses no distinguieron entre los Ni 24 y Ni 27.

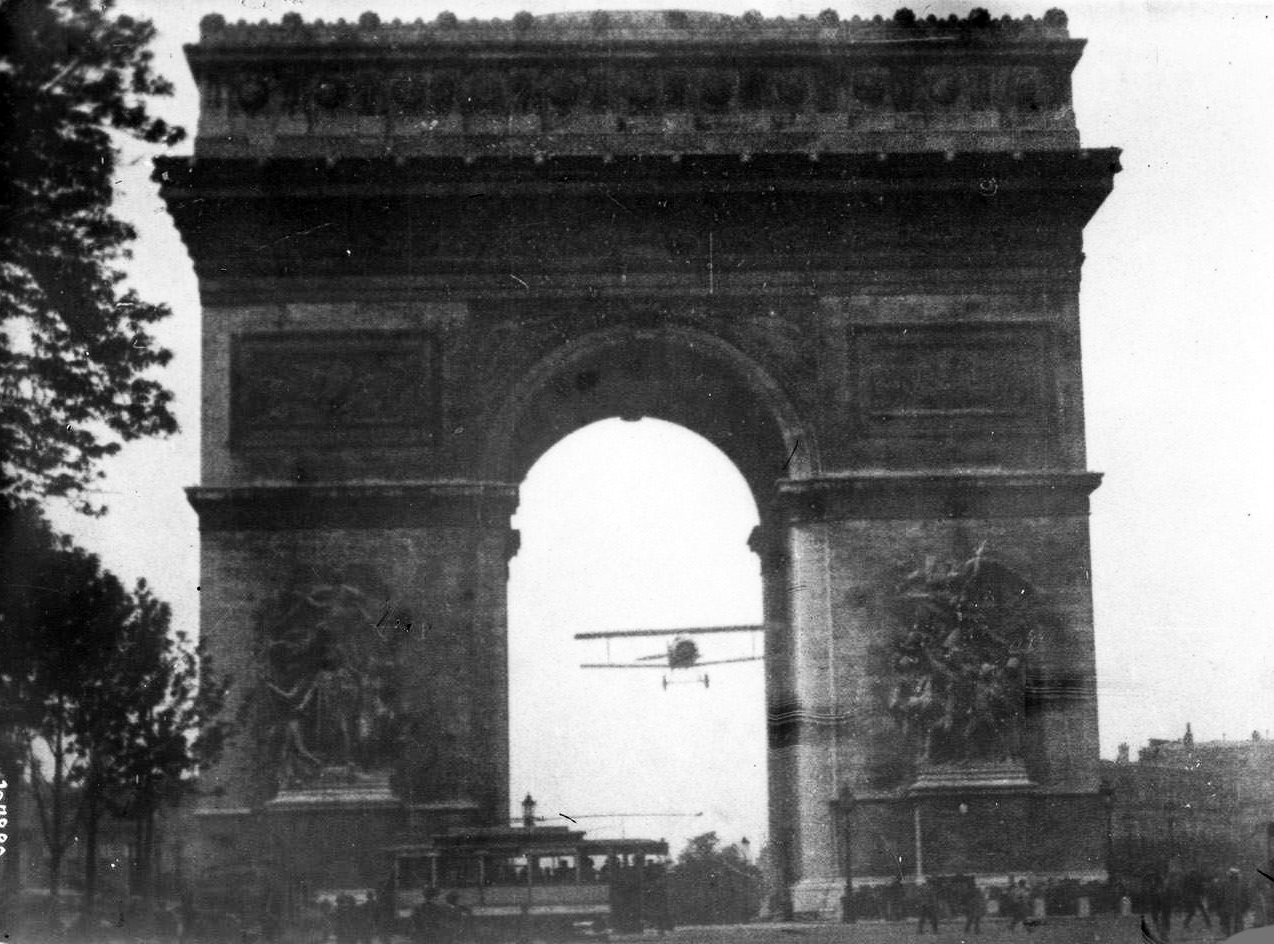
Charles Godefroy vuela a través del Arco del Triunfo, 7 de agosto de 1919

El Servicio Aéreo Uruguayo (Escuela Militar de Aviación - EMA) compró seis Nieuport 27 excedentes de Francia antes de que EMA construyera 18 copias adicionales sin licencia. En 1930 estos fueron redesignados como AIME 10 ( Avión de Instrucción Modelo Escuela modelo 10). El último de ellos fue retirado en 1931.
Después de ser retirados del servicio militar, varios Nieuport 27 llegaron a los registros de aeronaves civiles, particularmente en Francia y Japón.
En protesta por la humillación de los aviadores a los que se les ordenó marchar en lugar de volar para el desfile principal de la victoria francesa en los Campos Elíseos para celebrar el final de la I Guerra Mundial, Charles Godefroy voló un Nieuport 27 (envergadura 8,21 m) a través del espacio de 14,50 m entre los pilares del Arco del Triunfo, tres semanas después del desfile oficial de la victoria, el 7 de agosto de 1919, acto del que se informó ampliamente en los periódicos contemporáneos.

## Especificaciones técnicas
Referencia datos: Enciclopedia Ilustrada de la Aviación Vol. 10 (1982) págs. 2598-2599 Edit. Delta ISBN 84-85822-79-X

### Características generales
- Tripulación: 1 piloto
- Longitud: 5,87 m
- Envergadura: 8.21 (ala superior) / 7.20 (inferior)
- Altura: 2,4 m (7,9 ft)
- Superficie alar: 14,75 m²
- Perfil alar: Type N-5
- Peso vacío: 380 kg (837,5 lb)
- Peso máximo al despegue: 585 kg (1289,3 lb)
- Planta motriz: 1× rotativo de 9 cilindros Le Rhône 9J.
  - Potencia: 97 kW (134 HP; 132 CV)
- Hélices: Levasseur 549, Régy 251 o Chauviére 2228 bipalas de madera y paso fijo
- Diámetro de la hélice: 2.40

### Rendimiento
- Velocidad nunca excedida (Vne): 185 km/h
- Velocidad máxima operativa (Vno): 167 km/h a 3000 m
- Alcance: 2,25 h
- Radio de acción: 250 km
- Techo de vuelo: 5550 m (18 209 ft)
- Régimen de ascenso: 3,8 m/s (744 ft/min)
- Carga alar: 39,66 kg/m²

### Armamento
- Ametralladoras: 1× Vickers cal. 7,7 mm sincronizada (Francia e Italia)
 Lewis en ala superior con montura Foster (RFC); como entrenador avanzado, sin armamento

## Principales operadores
Francia
- Aeronautique Militaire

 Italia
- Corpo Aeronautico Militare

 Japón
- Servicio Aéreo del Ejército Imperial Japonés

 Imperio ruso /  URSS
- Flota Aérea Militar Imperial / Fuerza Aérea Soviética

 Reino Unido
- Royal Flying Corps

 Estados Unidos
- United States Army Air Corps
- Fuerza Expedicionaria Estadounidense

 Uruguay
- Escuela Militar de Aeronáutica

### Desarrollos relacionados
- Nieuport 24

### Listas relacionadas
- Anexo:Cazas de la Primera Guerra Mundial
- Anexo:Biplanos